# 触媒ストレート
触媒ストレート（しょくばいストレート）とは、自動車から排出される排気ガス中に含まれる有害物質を浄化する役割を担う触媒装置（キャタライザー）を装着せず、パイプをマフラーに直接に繋げる行為、状態を指す。また広義において、この触媒装置を取り外して代わりに装着するパイプ状の製品を意味する場合もある。公道での使用は違法であり検挙対象となる（#法令規制等）。

## 概要
自動車用の初期の触媒は、大量の触媒粒子（ペレット）を充填したケースの中を排気ガスが通過する仕様であった。そのため排気系部品の中でも高い通気抵抗（排気抵抗）を有し、結果としてエンジンのパワーダウンを招いていた。この触媒を排除することで、排気効率が改善し、パワーアップが可能となる車両が多数存在した。それ故に、公害対策として触媒が導入され始めた時代に、市販車の簡易な改造手段として用いられていたことがある。現在の触媒は内側に大量のハニカム型を持つモノリス型に変わっており通気抵抗は大幅に改善されているものの、それでも劇的なパワーアップが困難な小排気量NA車においては無視できないロスが発生しているのも事実である。実際にOPTION2 2009年1月号の企画(P18-19)において社外マフラーを装備したEK9で純正触媒と触媒ストレートのパワー比較をしたところ、触媒ありで179.0psだったところ182.9psに向上するなどパワーのみを論じるのであれば有効な手段である事実は変わっていない。
一方で1990年代以降は市販車のみならず、レース車両（90年代のル・マンGT1クラスのホモロゲーション車両など）でも触媒とサイレンサーは装備されているが、これはあくまでレギュレーションによるものである。
もちろんそのままでは当然車検をパスできないのでアフターパーツメーカーからは、排気抵抗の低減と排ガスのクリーン化を両立させるスポーツ触媒も多く発売されている。しかし、中にはメーカーが不明な車検非対応品も数多く出回っておりその場合は排ガス浄化機能を証明できないため、触媒ストレートと同等の行為とみなされる。

## 使用による問題点
触媒を取り外して触媒ストレート仕様にした場合の主な問題点として以下の2要素がある。
- 大気汚染や公害の原因となる
触媒は排気ガス中の有害物質を水と二酸化炭素、窒素に酸化・還元している（三元触媒）。触媒を装着しないとこれらの物質が大気中にそのまま放出される。
- 騒音が増大する
触媒は排気管内の抵抗となることで音の圧力波をある程度減衰させているため、触媒を除去すると排気音が増大する傾向がある。特にNA車両やロータリーエンジンでは顕著である。

### 法令規制等
日本においては、道路運送車両法第41条12号、道路運送車両の保安基準第31条、および国土交通省令で定める保安上又は公害防止その他の環境保全上の技術基準、自動車排出ガス規制により、車両に対する触媒装置の装着と認定がなされている。
標準装備の触媒を取り外すと車両登録時における規制を満たせなくなり、この状態で公道を走行すれば、整備不良または不正改造（違法改造）となり検挙対象となる。また車検も不合格となるが、車検の時だけ対応品または純正品に交換しパスするという例は多い。

## モータースポーツにおける対応
モータースポーツでは、現在も触媒無しでの走行が容認されるケースがある。過酷な使用条件で触媒が早期劣化して発熱し、車両火災の原因となる可能性がある事、開催頻度や周辺環境から汚染範囲が限定される事、競技用コースに道路運送車両法の適用がない事などによる。排気系を触媒ストレートにする製品類は全て競技専用部品（保安基準適合外の製品）で、サーキットなどのクローズドコース専用である。
モータースポーツのイメージを悪化させないための対策として、ドイツツーリングカー選手権（DTM）などでは触媒の装着が義務づけられており、日本自動車連盟（JAF）でも2008年度の技術規則改正の中で、今後一定の移行期間を経て順次、公式競技に用いる改造量産車両に触媒の装着を義務づける方針を発表し、スーパー耐久（2008年より）やフォーミュラ・ニッポン（2009年より）などで実行している。ただし、こうした規則が設定されていない一部の草レースなどには適用されず、また、一部のレーシングカート（2サイクルエンジンを積んだもの）では構造的に触媒の装着が不可能なケースも存在する。